# Leandro Riedi
Leandro Riedi (* 27. Januar 2002 in Frauenfeld) ist ein Schweizer Tennisspieler.

## Karriere
Leandro Riedi gewann im Januar 2020 zusammen mit seinem rumänischen Partner Nicholas David Ionel den Titel im Juniorendoppel an den Australian Open. Im Oktober 2020 erreichte Riedi den Final des Juniorenturniers von Roland Garros, das er gegen seinen Landsmann Dominic Stricker mit 2:6, 4:6 verlor. Es war der erste rein schweizerische Final in einem Junior-Grand-Slam-Final. Sein höchstes Ranking auf der Junior Tour, auf der er bis Ende 2020 spielberechtigt ist, ist der 6. Rang im Oktober.
Bei den Profis spielte Riedi auch erste Turniere. Bei zwei Turnieren der drittklassigen ITF Future Tour konnte er den Viertelfinal erreichen. in der Qualifikation des Turniers in Kitzbühel besiegte er mit dem 98. der Tennisweltrangliste Andrej Martin erstmals einen Spieler der Top 100. Gegen Pierre-Hugues Herbert verlor er in der folgenden Runde. Er konnte sich durch die Weltranglistenpunkte schon in den Top 1000 platzieren.
Von 2020 bis 2022 wurde er von Yves Allegro trainiert, nachdem Allegro ihn bereits in jungen Jahren betreut hatte.

## Erfolge
| Legende (Anzahl der Siege) |
| Grand Slam                 |
| ATP Finals                 |
| ATP Tour Masters 1000      |
| ATP Tour 500               |
| ATP Tour 250               |
| ATP Challenger Tour (6)    |

### Einzel

#### Turniersiege
| Nr. | Datum             | Turnier                    | Belag         | Finalgegner        | Ergebnis  |
| --- | ----------------- | -------------------------- | ------------- | ------------------ | --------- |
| 1.  | 20. November 2022 | Helsinki                   | Hartplatz (i) | Tomáš Macháč       | 6:3, 6:1  |
| 2.  | 27. November 2022 | Andria                     | Hartplatz (i) | Michail Kukuschkin | 7:64, 6:3 |
| 3.  | 13. Januar 2024   | Oeiras                     | Hartplatz (i) | Martin Damm        | 7:66, 6:2 |
| 4.  | 28. Januar 2024   | Ottignies-Louvain-la-Neuve | Hartplatz (i) | Borna Ćorić        | 7:5, 6:2  |

### Doppel

#### Turniersiege
| Nr. | Datum           | Turnier  | Belag     | Partner           | Finalgegner                    | Ergebnis          |
| --- | --------------- | -------- | --------- | ----------------- | ------------------------------ | ----------------- |
| 1.  | 8. Oktober 2022 | Tiburon  | Hartplatz | Valentin Vacherot | Ezekiel Clark Alfredo Perez    | 6:72, 6:3, [10:2] |
| 2.  | 19. August 2023 | Winnipeg | Hartplatz | Gabriel Diallo    | Juan Carlos Aguilar Taha Baadi | 6:2, 6:3          |